# The Elusive Light and Sound, Vol. 1
| Críticas profissionais | Críticas profissionais |
| Avaliações da crítica  | Avaliações da crítica  |
| Fonte                  | Avaliação              |
| ---------------------- | ---------------------- |
| allmusic               | link                   |

The Elusive Light and Sound, Vol. 1 é um álbum do guitarrista virtuoso estadunidense Steve Vai.
Lançado em 2002 com o selo Favored Nations, ele contém músicas que o guitarrista compôs e gravou para trilhas-sonoras de filmes, e que nunca foram apareceram em nenhum de seus álbum. Além disso, The Elusive Light and Sound, Vol. 1 é o primeiro dos 10 álbuns inclusos na box The Secret Jewel Box.
A música "Eugene's Trick Bag" é baseada na canção "Caprice No. 5, de Niccolò Paganini.

## Faixas
Todas as canções foram escritas por Steve Vai, exceto onde indicado.

| N.º | Título                                  | Compositor(es) | Duração |  |
| 1.  | "Celluloid Heroes" (Cover do The Kinks) | Ray Davies     | 6:20    |  |

| Feita para o filme "Entrevista com o Vampiro" (1994) |                                      |                |         |  |
| N.º                                                  | Título                               | Compositor(es) | Duração |  |
| 2.                                                   | "Love Blood" (Não incluída no filme) |                | 4:48    |  |

| Feita para o filme "Encruzilhada" (1986), com Ralph Macchio e Joe Seneca. Músicas não incluídas na trilha-sonora do filme |                                                       |                      |         |  |
| N.º | Título                                                | Compositor(es)       | Duração |  |
| 3. | "Fried Chicken"                                       |                      | 2:30    |  |
| 4. | "Butler's Bag" (No filme toca uma versão alternativa) | Steve Vai, Ry Cooder | 1:07    |  |
| 5. | "Head-Cuttin' Duel"                                   | Steve Vai, Ry Cooder | 4:43    |  |
| 6. | "Eugene's Trick Bag"                                  | Steve Vai            | 2:27    |  |

| Feita para o filme "Visitantes Indesejáveis" (1987) |                                                                  |                |         |  |
| N.º                                                 | Título                                                           | Compositor(es) | Duração |  |
| 7.                                                  | "Amazing Grace" (Presente no álbum com a trilha sonora do filme) | John Newton    | 1:52    |  |
| 8.                                                  | "Louisiana Swamp Swank"                                          |                | 3:15    |  |

| Feita para o filme Bill & Ted - Dois Loucos no Tempo (1991) |                                                                   |                |         |  |
| N.º                                                         | Título                                                            | Compositor(es) | Duração |  |
| 9.                                                          | "Air Guitar Hell"                                                 |                | 0:40    |  |
| 10.                                                         | "The Reaper" (Presente no álbum com a trilha sonora do filme)     |                | 3:25    |  |
| 11.                                                         | "Introducing the Wylde Stallions"                                 |                | 0:45    |  |
| 12.                                                         | "Girls Mature Faster Than Guys"                                   |                | 0:14    |  |
| 13.                                                         | "The Battle"                                                      |                | 2:24    |  |
| 14.                                                         | "Meet the Reaper"                                                 |                | 0:40    |  |
| 15.                                                         | "Final Guitar Solo"                                               |                | 1:35    |  |
| 16.                                                         | "The Reaper Rap" (Presente no álbum com a trilha sonora do filme) |                | 5:46    |  |

| Feita para o filme Encino Man (1992) |                                                                             |                |         |  |
| N.º                                  | Título                                                                      | Compositor(es) | Duração |  |
| 17.                                  | "Drive the Hell Out of Here"                                                |                | 1:28    |  |
| 18.                                  | "Get the Hell Out of Here" (Presente no álbum com a trilha sonora do filme) |                | 3:53    |  |

| Feita para o filme PCU (1994) Músicas não incluídas na trilha-sonora do filme, exceto a faixa 40 |                                                               |                |         |  |
| N.º                                                                                              | Título                                                        | Compositor(es) | Duração |  |
| 19.                                                                                              | "Welcome Pre-Frosh"                                           |                | 0:49    |  |
| 20.                                                                                              | "The Dark Hallway"                                            |                | 1:07    |  |
| 21.                                                                                              | "The Dead Band Ends"                                          |                | 0:56    |  |
| 22.                                                                                              | "The Cause Heads"                                             |                | 1:18    |  |
| 23.                                                                                              | "Find the Meat"                                               |                | 0:26    |  |
| 24.                                                                                              | "The Ax Will Fall"                                            |                | 0:39    |  |
| 25.                                                                                              | "Now We Run (Cue)"                                            |                | 0:44    |  |
| 26.                                                                                              | "Hey Jack"                                                    |                | 0:21    |  |
| 27.                                                                                              | "What!"                                                       |                | 0:08    |  |
| 28.                                                                                              | "Still Running"                                               |                | 0:28    |  |
| 29.                                                                                              | "Dead Heads"                                                  |                | 3:12    |  |
| 30.                                                                                              | "Blow Me Where the Pampers Is"                                |                | 0:55    |  |
| 31.                                                                                              | "Pins and Needles"                                            |                | 0:24    |  |
| 32.                                                                                              | "Plug My Ass In"                                              |                | 0:44    |  |
| 33.                                                                                              | "Loose Keg Sightings"                                         |                | 0:22    |  |
| 34.                                                                                              | "Don't Sweat it"                                              |                | 0:37    |  |
| 35.                                                                                              | "How Hidge"                                                   |                | 0:44    |  |
| 36.                                                                                              | "Beer Beer"                                                   |                | 0:20    |  |
| 37.                                                                                              | "We're Not Gonna Protest"                                     |                | 1:53    |  |
| 38.                                                                                              | "Initiation"                                                  |                | 0:16    |  |
| 39.                                                                                              | "See Ya Next Year"                                            |                | 0:51    |  |
| 40.                                                                                              | "Now We Run" (Presente no álbum com a trilha sonora do filme) |                | 3:47    |  |
| Duração total:                                                                                   | Duração total:                                                | Duração total: | 68:48   |  |

## Paradas Musicais

### Álbum
| Ano  | Ranking                | Posição |
| ---- | ---------------------- | ------- |
| 2002 | Top Independent Albums | #32     |